# Küchenpinzette

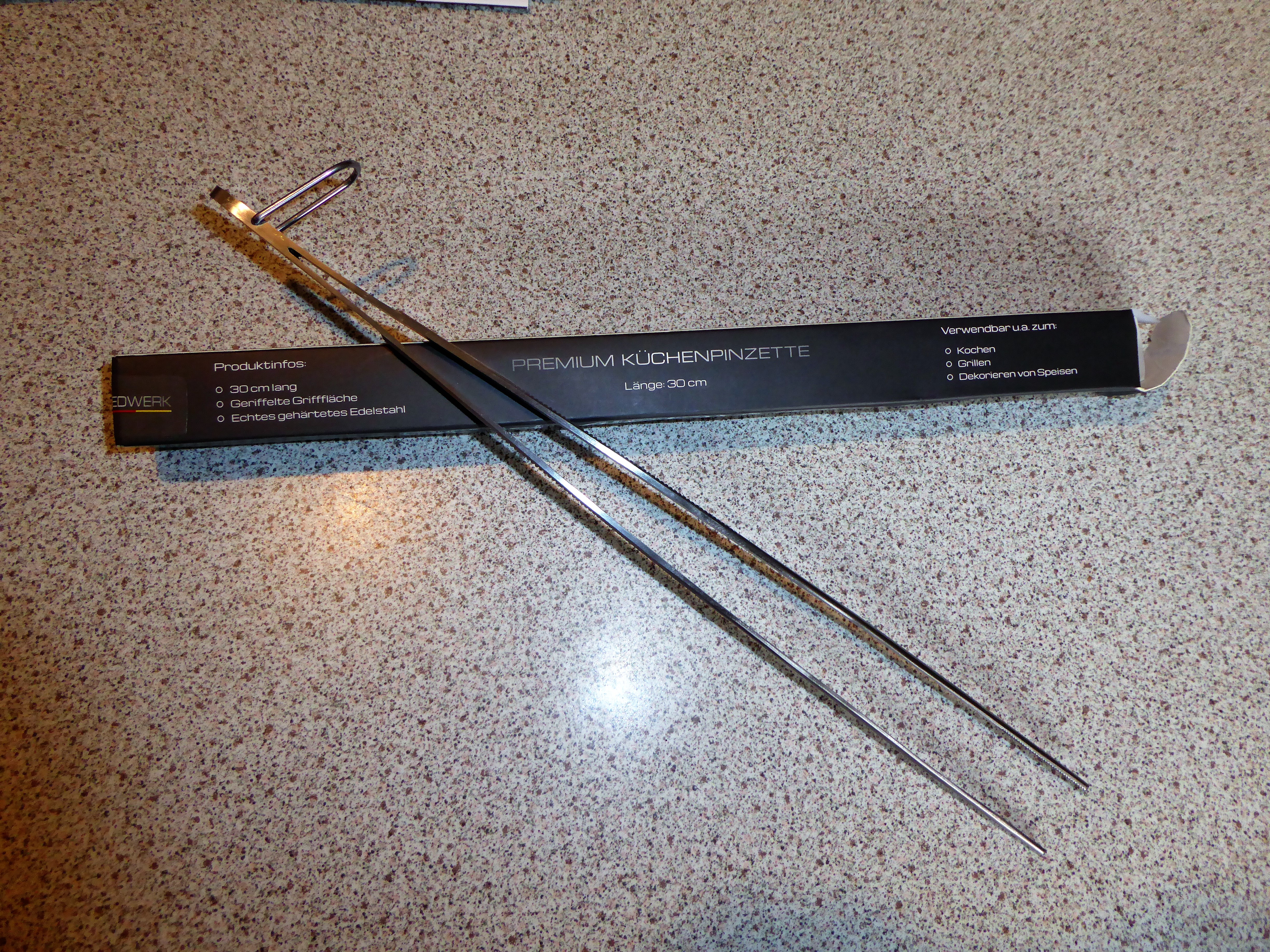
Küchenpinzette

Eine Küchenpinzette, auch Kochpinzette oder Grillpinzette genannt, ist eine lange Pinzette, die in der Küche beim Kochen, Braten und Grillen benutzt wird, zum Beispiel um Speisen während der Zubereitung zu wenden. Ein weiterer Anwendungsbereich ist das Anrichten und Garnieren von Speisen auf dem Teller. Auch eine Nutzung als Raclette-Zange oder für das Entfernen von Fischgräten ist möglich.  

## Form
Es gibt Küchenpinzetten in verschiedenen Längen von zumeist 30–40 cm. Sie bestehen für gewöhnlich aus Edelstahl und haben an der Spitze speziell eingestanzte tiefe Zacken und Riffelwellen zum Fassen der Speisen ähnlich einer anatomischen Pinzette. An den Griffen befinden sich mehrheitlich ebenfalls Anti-Rutschrillen. Meistens sind Küchenpinzetten gerade geformt, es gibt sie aber auch mit abgewinkelter Spitze. Manche Modelle verfügen über eine Aufhängeöse für eine Küchenhakenleiste.
Von Grillzangen unterscheiden sich Küchenpinzetten durch ihren filigranen Bau, der ein präziseres Arbeiten mit kleineren Speisestücken ermöglicht.   